# Metopobactrus falcifrons
Metopobactrus falcifrons là một loài nhện trong họ Linyphiidae.
Loài này thuộc chi Metopobactrus. Metopobactrus falcifrons được Eugène Simon miêu tả năm 1884.